# Krogane
Krogane är en bebyggelse på nordöstra Orust i Myckleby socken i Orusts kommun. Från 2015 avgränsar SCB här en småort.